# 1912년 하계 올림픽
1912년 하계 올림픽(영어: 1912 Summer Olympics, Games of the V Olympiad, 스웨덴어: Olympiska sommarspelen 1912)은 1912년 7월 6일부터 7월 22일까지 스웨덴의 스톡홀름에서 개최된 제5회 하계 올림픽이다. 5월 5일에 치러진 테니스 종목과 6월 29일부터 시작된 축구, 사격 종목을 제외하면 모든 종목은 7월 6일 개막 이후에 경기가 시작되었다.
1909년 개최지 선정 당시 스웨덴의 스톡홀름이 단독후보로 나서 개최지로 결정되었다. 28개국 2,408명의 선수가 참가하였으며 14게 종목에 102개 세부종목이 편성되었다. 여자 선수는 48명이 참가하였다. 5개국이 올림픽 대회에 처음 참가하였으며, 아시아 독립국가로서는 처음으로 일본이 참가하였다.
여자 다이빙, 여자 수영 종목이 신설되었으며 육상에서는 5종경기와 10종경기가 새 종목으로 추가되었다. 이번 대회 육상에 전자동시계가 도입된 대회이기도 했다. 각 부문별 예술 대회도 종목으로 추가되었으나 오늘날 국제올림픽위원회에서는 정식종목으로 인정하지 않고 있다. 이밖에도 동계종목인 피겨스케이팅을 정식종목으로 도입하려는 움직임이 있었으나, 당시 북유럽 국가들 간에 치러지던 동계대회인 노르딕 게임의 흥행을 위하여 종목도입이 무산되었다.
미국이 26개의 금메달을 획득하며 종합순위 1위에 올라섰고, 개최국 스웨덴은 메달 65개를 확보하여 최다 메달 획득 국가로 기록되었다. 제1차 세계 대전으로 올림픽 개최가 중단되기 전의 마지막 대회였으며, 차기 대회로 예정되었던 1916년 베를린 올림픽은 취소되고 1920년 안트베르펜 올림픽이 치러지게 되었다.

## 개최지 선정
1908년 하계 올림픽이 영국 런던에서 개최된 이후 스웨덴 당국은 다음 올림픽 대회를 자국에 유치하기 위한 준비에 나섰다. 당시 국제올림픽위원회 (IOC)에서 활동하는 스웨덴 위원은 빅토르 발크와 클라렌스 폰 로젠, 총 2명이 있었다. 두 사람은 스웨덴 육상협회와 체조협회에 올림픽 개최방안을 제안하여 대회 유치를 지지해줄 것을 요청했고, 1909년 4월 18일 각 협회는 적절한 예산이 보장된다면 스톡홀름에서 올림픽을 개최하는 방안을 지지하겠다는 입장을 밝혔다. 1909년 5월 6일 스톡홀름 올림픽 유치 계획안이 마련되면서 대회 개최 예산으로 415,000크로나를 편성해 달라는 청원이 스웨덴 구스타프 5세 국왕의 재가를 받게 되었다. 국왕 대리로 나선 스웨덴 정부는 이를 수락하고 올림픽 대회 유치를 지원하기로 했다.
1909년 5월 28일 독일 베를린에서 열린 IOC 총회에서 스웨덴 대표들은 차기 올림픽 대회를 스톡홀름에서 치르기 위한 재정지원을 확보했다고 밝혔다. 당시 올림픽 대회 개최를 노리고 있던 독일 IOC 의원들은 1916년 하계 올림픽을 유치한다는 조건으로 스톡홀름 유치를 지지하였다. 피에르 드 쿠베르탱 IOC 위원장은 1908년 하계 올림픽이 원래 이탈리아에서 개최될 예정이었으나 취소되고 런던으로 바뀌었던 것을 상기하며, 스웨덴이 올림픽 유치 의사를 표한 만큼 실질적인 대회 개최도 보장되어야 한다고 강조했다. 이와 더불어 "올림픽은 훨씬 더 순수한 체육 종목으로 치러져야 한다. 더욱 품위있고, 더욱 신중하고, 더욱 고전적이면서도 예술적인 요건에 부합해야 하고, 더욱 친밀하며, 무엇보다도 비용이 적게 들어야 한다"는 바람을 드러냈다. 결과적으로 스톡홀름은 1912년 하계 올림픽 개최지의 단독후보로서 대회를 유치하게 되었다.

## 대회 조직

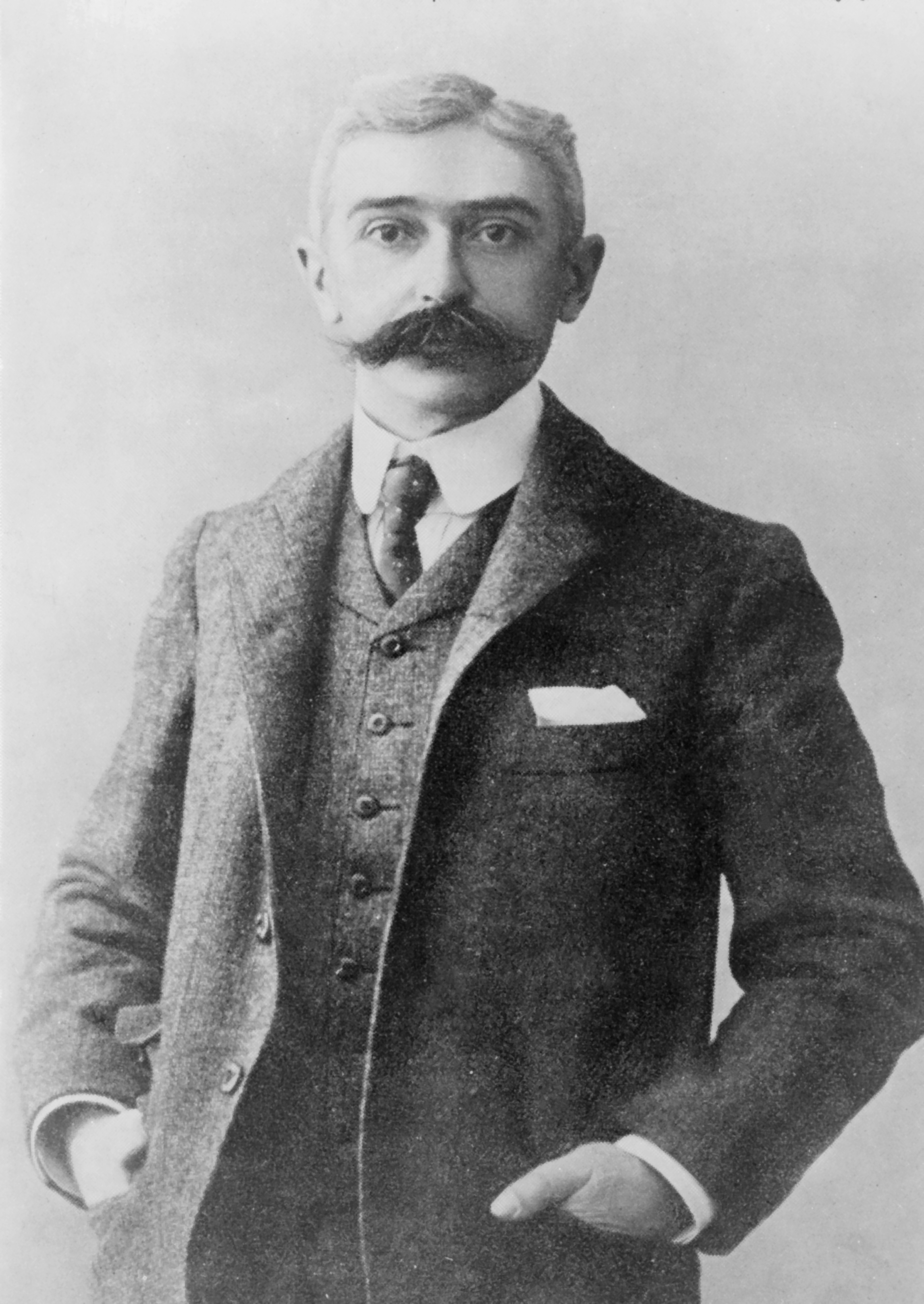
1912년 올림픽은 지난 대회보다 훨씬 더 품위 있기를 바랐던 쿠베르탱 백작

올림픽 대회 유치 소식이 알려지자 스웨덴 국민들은 열광적으로 반응하였다. 대회조직위원회는 쿠베르탱 위원장의 말을 진지하게 받아들이고, 이전 대회에서 훼손됐던 부분들을 보완한 대회를 목표로 삼았다. 조직위는 1909년 가을에 선출되었으며 빅토르 발크가 조직위원장으로, 구스타프 아돌프가 명예위원장으로 선출되었다. 첫 회의는 1909년 10월 7일에 열렸으며 10월 11일에는 개별 종목분야에 대한 준비운영을 자국 내 각 체육협회에 위임하였다. 다만 사격, 근대5종, 산악등반의 경우 국제올림픽위원회가, 승마 종목은 스웨덴 기병대 감독관이었던 배스테르예틀란드 공작 카를 왕자가 주최하기로 하였다. 조직위 소속 위원수는 187명이었다.
1910년 11월 18일 조직위원회는 27개국 출신 IOC 대표 내지는 각국 정부에 대회 공식 초청장을 발송하였다. 여기에 15개국에 추가로 초청장을 보냈으나 이들 국가는 IOC 대표가 없었던 탓에 대회 참가가 불확실했다. 체육협회 차원에서 답서를 보낸 15개국에 대해서도 초청장을 보냈다. 이후 각국에서 사용되기 위해 발행된 대회 참가 신청서는 약 61,800장에 달했다.
초청국의 체육장비는 스웨덴측에서 운송비를 부담하였으며 국영철도를 이용하는 선수와 선수단에게는 50% 요금 할인이 적용되었다. 대회 기간에는 올림픽 전문 일간지를 영어와 스웨덴어로 발행하였다. 또한 대회를 관람하기 전 시내 관광에 나서는 일반인들을 위하여 올림픽 경기장 북쪽의 유원지가 개방되는가 하면, 실내 테니스장이 일련의 레스토랑으로 전환되기도 했다.

## 경기 시설

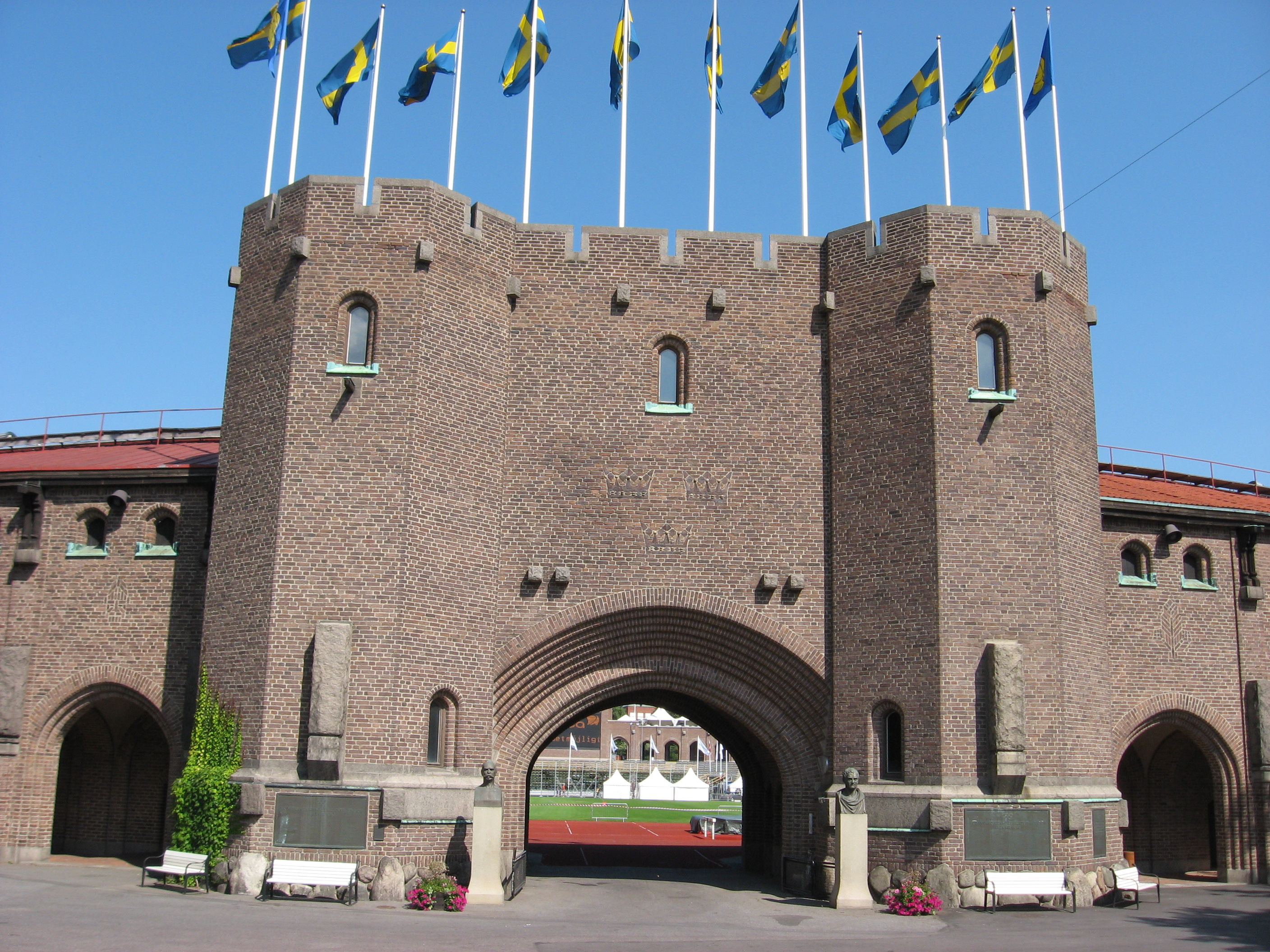
1912년 하계 올림픽 주경기장으로 건설된 스톡홀름 올림픽 스타디움의 대문.

1912년 하계 올림픽에서 사용된 경기 시설은 총 12곳이다. 축구 종목에서 두 개 이상의 경기장이 활용된 최초의 대회이기도 하다. 대회 주경기장인 스톡홀름 올림픽 스타디움은 훗날 1956년 하계 올림픽 승마 종목이 치러지기도 하였으며, 로순다 스타디온은 1958년 FIFA 월드컵과 1995년 FIFA 여자 월드컵의 경기장으로 활용되었다.
올림픽 유치 당시 새 경기장을 신설할 필요성이 확인되었으며 처음에는 외스테르말름 육상 경기장에 경기시설을 마련할 것으로 전망됐다. 예산절감을 위해 경기시설 4곳 가운데 한 개만 영구적으로 남겨두고 나머지 3개는 목재로 가설하여 대회 폐막 후 해체한다는 계획이었다. 경기장 건설비용은 235,000크로나로 추산됐다. 이후 각 국가 올림픽 위원회와의 협의로 외스테르말름 육상경기장과 트라네베르를 활용하는 것으로 결론이 났다.
사이클 도로 종목의 경우 스웨덴에서 세번째로 큰 호수인 멜라렌호 일대에서 치러졌다. 수상종목의 경우 수영과 조정 종목 모두 유르고르스브룬스비켄시 인근에 경기장을 신설하였다. 사격 종목의 경우  카크네스에 이미 사격장이 지어져 있었으나 대회 수용을 위해 경기장 확장공사가 필요했다. 외스테르말름에는 테니스 실내경기장을 다른 곳에서 이전하여 야외 테니스와 펜싱 경기를 개최하였다.
올림픽 주경기장 후보지로 외스테르말름 육상경기장 외에 총 5개 부지가 후보로 올랐다. 이후 대회 기간 동안 다른 장소들은 다른 종목을 유치한다는 결론에 따라 옛 스톡홀름 육상경기장에 스톡홀름 올림픽 스타디움을 신설하는 방안이 확정되었다. 올림픽 스타디움은 스톡홀름시 북쪽에 위치하여 기존 경기장과 바로 인접해 있었다. 초창기 주경기장 건설예산으로 목제 가설경기장임을 감안하여 40만 크로네가 지원되었으나, 설계를 맡은 건축가 토르벤 그루트는 석조경기장으로 지어질 경우를 감안한 설계도도 마련하였다. 스웨덴 중앙육상 경기협회와의 논의 끝에 석조 경기장으로 지어지는 것으로 결론이 났고, 초과 예산은 국민복권 발행으로 확보하여 더 이상의 예산편성이 이뤄지는 일이 없도록 하였다. 다만 이 과정에서 기존 설계도의 견적대로라면 예산이 과도하다는 결론이 나오면서 설계를 수정해야 했다.
다음은 이번 대회에서 사용된 경기시설의 목록이다.
| 경기장                      | 종목                                                       | 출처   |
| --------------------------- | ---------------------------------------------------------- | ------ |
| 바르카르비                  | 근대5종 (승마)                                             | [ 19 ] |
| 유르고르스브룬스비켄        | 다이빙, 근대5종 (수영), 조정, 수영, 수구                   | [ 20 ] |
| 펠트릿클루벤                | 승마 (종합마술)                                            | [ 21 ] |
| 카크네스                    | 근대5종 (사격)                                             | [ 22 ] |
| 릴리에홀멘                  | 사이클, 승마                                               | [ 23 ] |
| 린다렝엔                    | 승마 (장애물)                                              | [ 24 ] |
| 멜라렌호                    | 사이클                                                     | [ 25 ] |
| 뉘네스함                    | 요트                                                       | [ 26 ] |
| 외스테르말름 육상경기장     | 승마, 펜싱, 근대5종 (펜싱), 테니스                         | [ 27 ] |
| 로순다 스타디온             | 축구, 사격                                                 | [ 28 ] |
| 스톡홀름 올림픽 스타디움    | 육상, 승마, 축구, 체조, 근대5종 (달리기), 줄다리기, 레슬링 | [ 29 ] |
| 트라네베리스 이드롯스플랏스 | 축구                                                       | [ 21 ] |

## 참가국

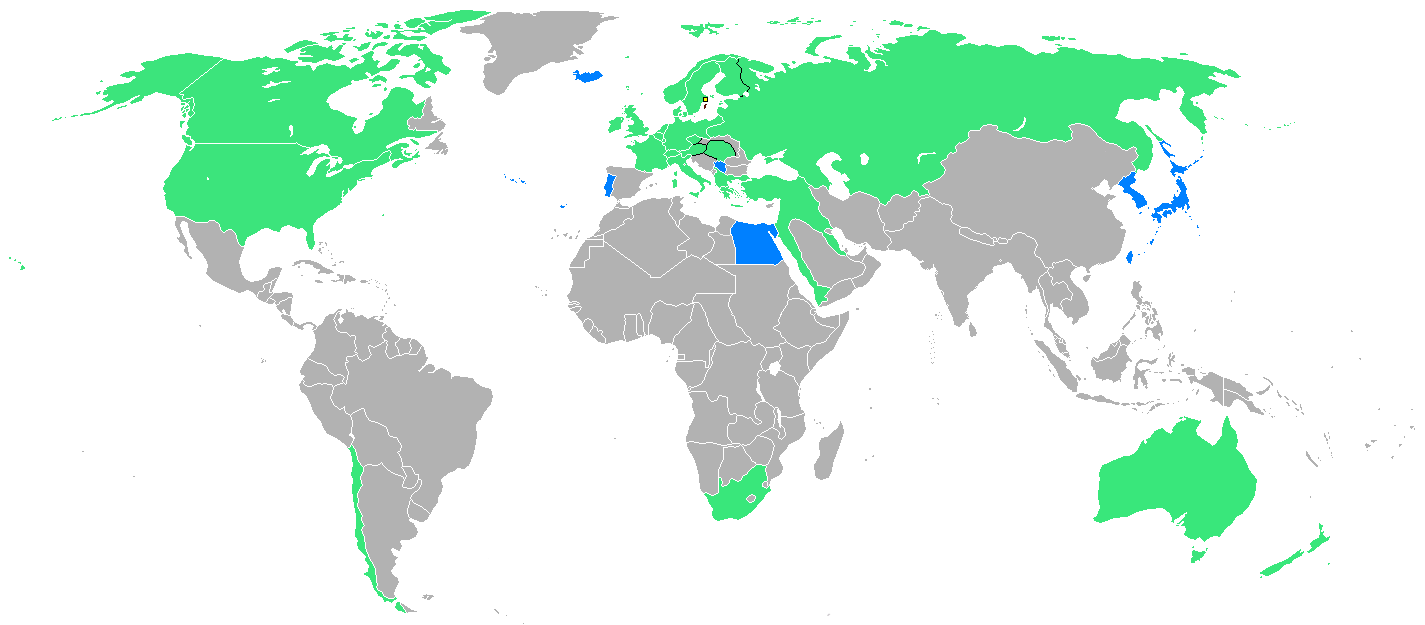
참가국

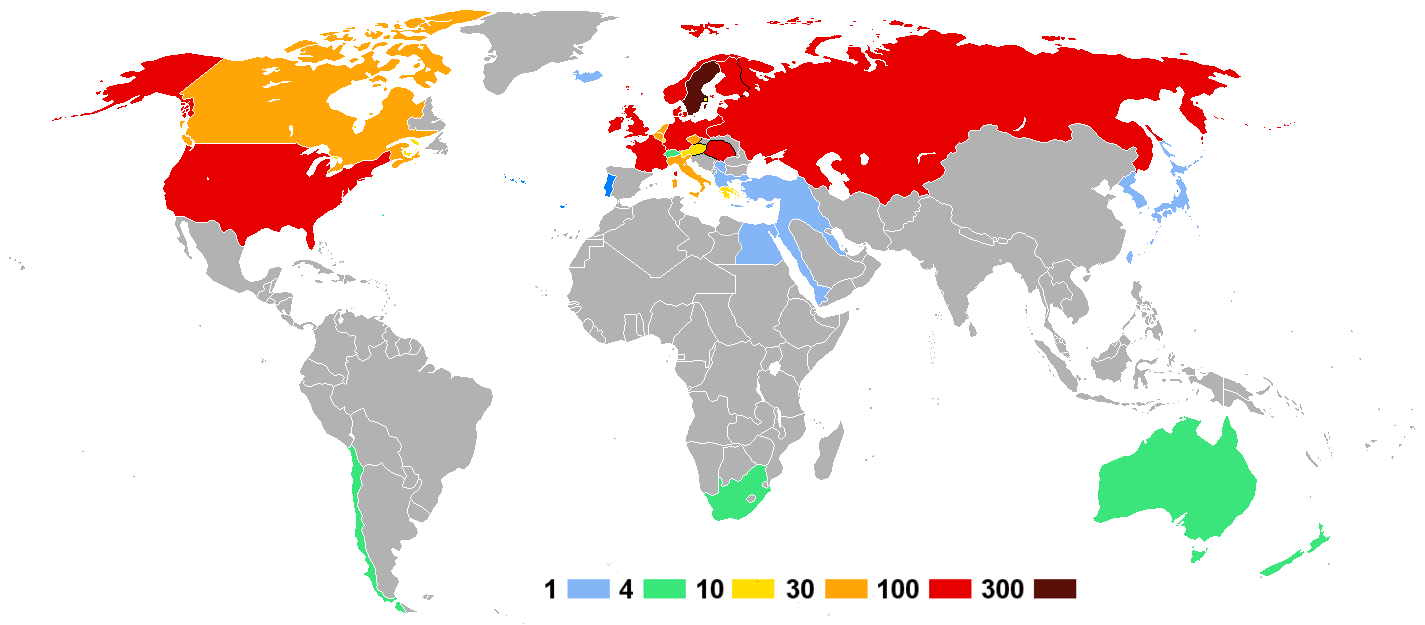
참가 선수 규모

이번 대회에는 총 28개국이 참가하였다. 이집트, 아이슬란드, 포르투갈, 세르비아, 일본이 사상 처음으로 올림픽에 참가하였다. 일본의 경우 아시아 국가로는 처음으로 올림픽에 출전하였으며 이로써 5대륙 국가가 모두 올림픽 대회에 참가하게 되었다. 칠레 역시 1896년 하계 올림픽에 선수 1명이 참가한 이후 국가 차원으로는 처음으로 14명의 선수를 파견하였다.
아르메니아의 경우 튀르키예 선수단에 합류하는 식으로 올림픽 대회에 처음 참가하였다. 세르비아는 이번 대회에 독립국으로 참가한 이후 유고슬라비아가 되었으며 2008년 하계 올림픽에 이르러서야 다시 같은 국명 아래 독립국으로 참가하게 되었다.
한편 이번 대회는 '개인 참가' (pirvate entry)가 허용되었던 마지막 올림픽 대회이기도 했다. 개인 참가란 특정 국가가 정식으로 파견한 것이 아닌 선수를 뜻한다. 개인 참가로 올림픽 무대에 나선 선수 가운데 아널드 잭슨는 육상 1500m 달리기 종목에서 미국 선수들을 앞지르고 금메달을 차지하며 "지금껏 치러진 것 가운데 가장 훌륭한 경주"라는 찬사를 들었다. 다만 오늘날 아널드 잭슨의 금메달 기록은 영국의 기록으로 보는 시각이 많다.
다음은 이번 대회 참가국의 목록이다.
| - 오스트랄라시아 (26) - 오스트리아 (11) - 벨기에 (36) - 보헤미아 (39) - 캐나다 (36) - 칠레 (14) - 덴마크 (152) - 이집트 (1) - 핀란드 (164) - 프랑스 (112) |  | - 독일 (187) - 영국 (279) - 그리스 (22) - 헝가리 (119) - 아이슬란드 (2) - 이탈리아 (68) - 일본 (2) - 룩셈부르크 (21) - 네덜란드 (33) |  | - 노르웨이 (191) - 포르투갈 (6) - 러시아 제국 (159) - 세르비아 (2) - 남아프리카 연방 (21) - 스웨덴 (444) - 스위스 (7) - 튀르키예 (2) - 미국 (174) |

## 개막식

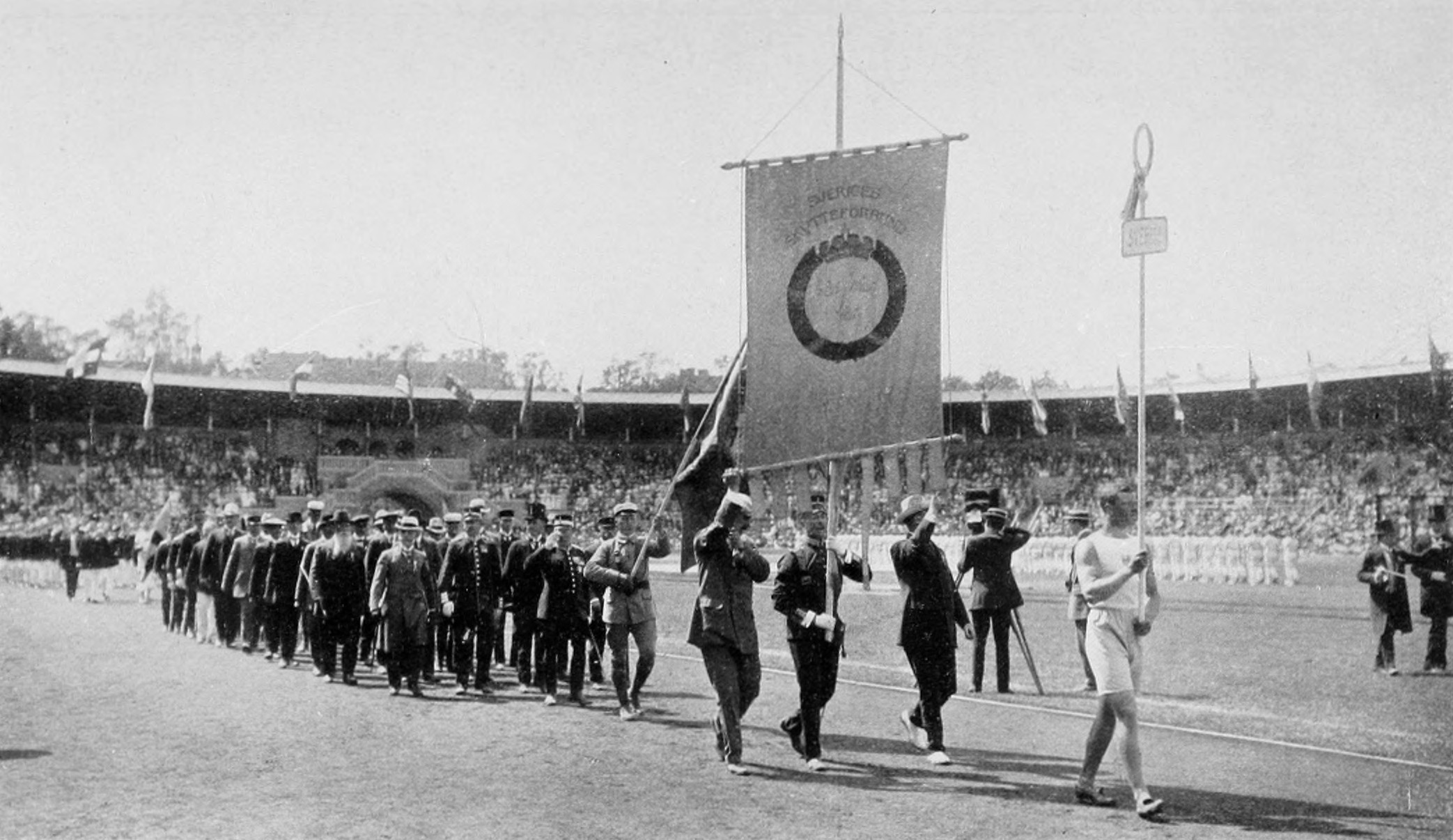
개막식 당시 스타디움으로 입장하는 스웨덴 선수단

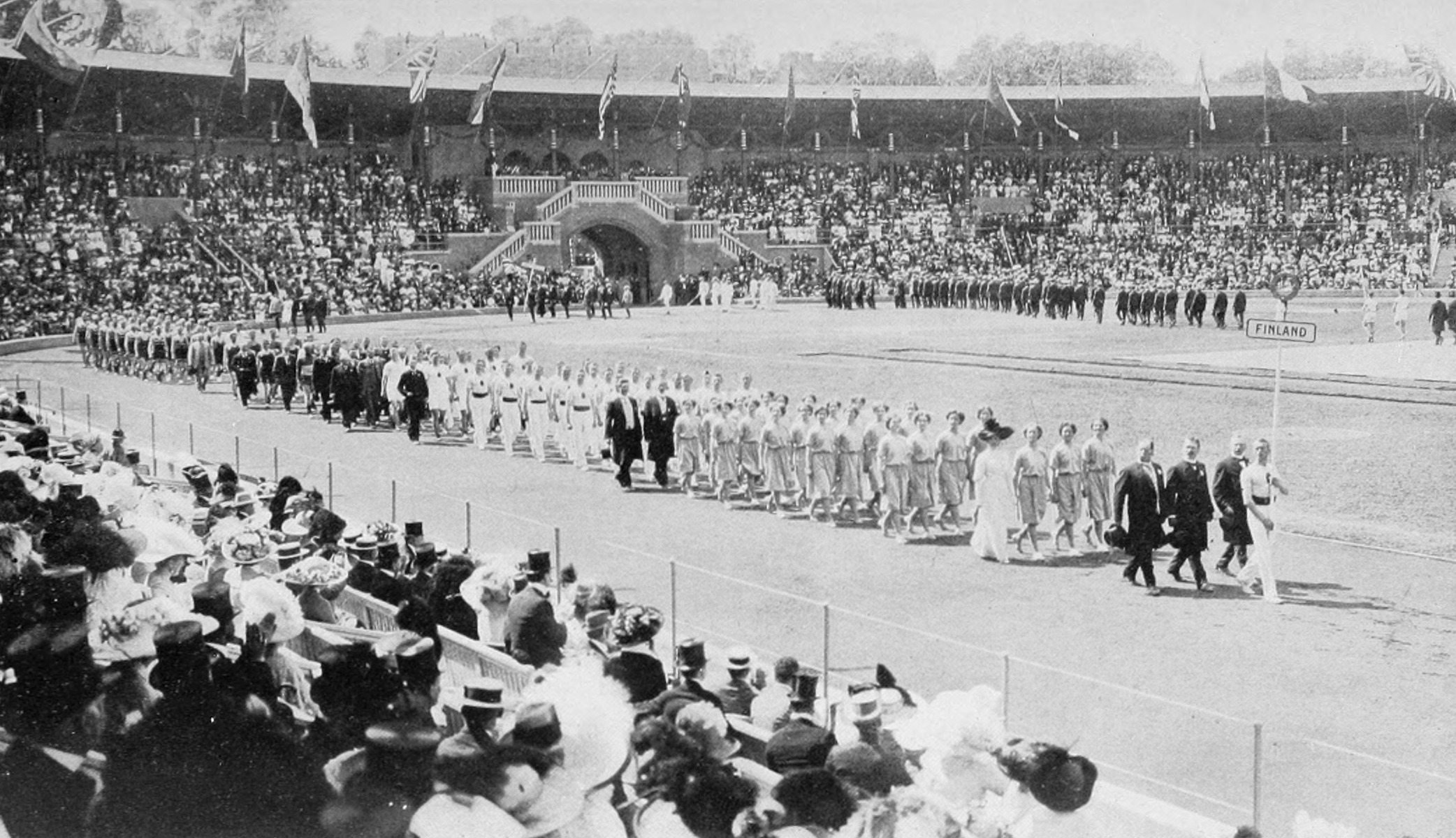
핀란드 선수단

1912년 제5회 하계 올림픽의 개막식은 1912년 7월 6일에 거행되었다. 이날 오전 10시 40분 스웨덴 왕실은 스톡홀름궁을 떠나 스톡홀름 올림픽 스타디움에서 IOC 위원들의 영접을 받았다. 스타디움으로 쓰인 외스테르말름 육상경기장에는 3만 명의 관중이 지켜보는 가운데, 28개국 선수단이 스웨덴어 알파벳 순서대로 입장하기 시작했다. 개최국에 해당되는 스웨덴 선수단은 마지막 순서로 입장하였으나, 후대의 관례와는 달리 올림픽의 발상지 그리스 선수단이 맨 앞에 입장하지는 않았다.
선수 입장이 끝나고 전통 스웨덴 합창단이 올림픽 찬가를 불렀다. 1절은 스웨덴어로, 2절은 영어로 불렀다. 왕세자 구스타프 아돌프는 스웨덴 올림픽 협회를 대표하여 개막 연설에 나섰으며, 국왕 구스타프 5세가 다음의 긴 연설과 함께 대회 개막을 선언했다.
세계 각지에서 온 선수들이 이 자리에 함께한 것을 보니 우리 스웨덴 국민들은 큰 기쁨과 자부심을 느낀다. 제5회 올림피아드 개최지로 스톡홀름이 선정된 것은 스웨덴에 큰 영광이며, 선수 여러분과 체육 동호인 여러분 모두에게 이 국가 친선 대항전에 오신 것을 진심으로 환영한다. 고대 그리스의 올림픽에서 발현된 위대한 사상이 우리 시대에도 이어져, 이 대회가 만인의 신체적 건강과 발전을 도모하는 강력한 수단이 되기를 기원하며, 스톡홀름 올림픽 대회의 개막을 선언한다.— 국왕 구스타프 5세, 

개막 선언과 함께 팡파레가 연주되고, 왕세자는 국왕의 연설에 호응해줄 것을 관람객들에게 요청했다. 각 선수단이 순서대로 스타디움을 빠져나가면서 개막식은 끝이 났다.

## 개최 종목
1909년 5월 베를린 IOC 총회 당시 스웨덴 대표단은 '순수' 체육종목에 해당되는 육상, 수영, 체조, 레슬링만 치르는 방안을 내세웠다. 그러나 다른 국가들이 더 많은 종목을 대회 일정에 반영해 달라는 목소리가 제기되었고, 1911년 IOC 총회에서 추가종목이 승인되었다. 당시 추가 대상으로 논의되던 종목은 줄다리기, 사이클, 펜싱, 축구, 승마, 야외 테니스, 조정, 사격, 스케이트, 요트 등이었다.
1910년 2월 7일 스케이트를 정식종목으로 추가하는 방안이 논의되었으나 결국 이번 대회 일정에서는 제외하기로 결론이 났다. 이는 동계 종목이기 때문에 여름에 열리는 대회 특성상 적합하지 않을 뿐더러 이듬해 북유럽 국가를 대상으로 개최되는 노르딕 게임에서도 경기가 치러질 예정이었기 때문이다. 복싱의 경우에는 스웨덴 국민들에게 익숙치 않다는 이유로 제외되었다. 1910년 2월 14일 추가회의에서 예술 대회를 종목에 넣는 방안이 제기되어 대회 일정으로 정식 편입되었다. 그러나 오늘날 국제 올림픽 위원회는 예술 대회를 정식종목으로 취급하지 않고 있다.

결과적으로 1912년 하계 올림픽에서는 총 14개 종목, 102개 세부종목이 치러지게 되었다.
| - 근대5종 - 다이빙 - 레슬링 - 사격 - 사이클 - 수구 - 수영 - 승마 | - 요트 - 육상 - 조정 - 줄다리기 - 체조 - 축구 - 테니스 - 펜싱 |

### 시범 종목
- 글리마
- 야구

### 비공식 종목
- 예술

### 주요 대회 기록

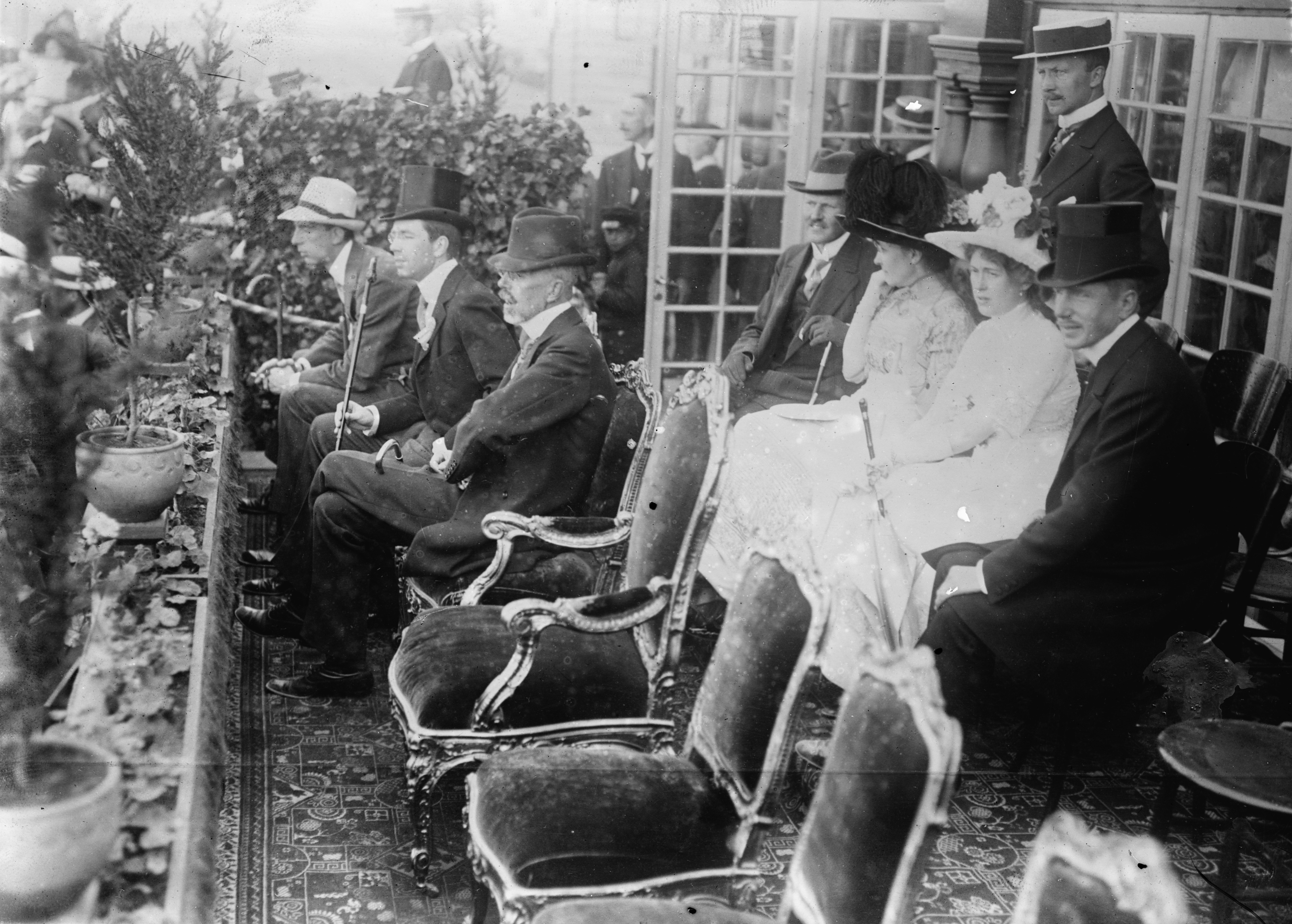
경기 관람에 참석한 스웨덴의 왕실

- 유색인종인 하와이 출신의 듀크 카하나모쿠는 수영 100m자유형에서 세계신기록으로 우승을 차지하기도 했다 그는 훗날 서핑을 알리는데 기여한 선수이기도 하다
- 현재의 도금한 금메달이 아닌 순수한 금으로 순금으로 제작한 금메달을 수여한 마지막 대회이기도 하다.
- 마라톤 경기 도중 포르투갈의 프란시스쿠 라자루 선수가 사망한 사건이 발생했다.
- 레슬링 그레코로만형 중량급 준결승 경기에서 러시아의 마르틴 클라인 선수가 핀란드의 아시카이넨 선수와 11시간 동안이나 레슬링 경기를 한 해프닝이 있었다. 두 선수는 30분에 한 번씩 휴식을 취했지만 11시간이 되도록 승부가 나지 않았다. 가까스로 승리를 거둔 클라인 선수는 탈진해 결승전 참가를 거부하기도 했다.[47]
- 1912년 하계 올림픽은 세계에서 제일 오래된 마라톤 기록(54년 8개월 6일 32분 20.3초)이 발생한 올림픽이다. 당시 일본의 가나구리 시조 선수는 자신에게 마실 것을 대접한 사람의 집에서 잠이 들었고 다음날에 일어나는 바람에 실종 처리되었다. 하지만 54년이 지난 1966년 스웨덴의 초청으로 다시 경기를 시작한 가니쿠리 선수는 75세의 고령이 된 후에야 미완성의 경기를 마칠 수 있었다.[48]
- 레슬링 그레코로만형의 라이트헤비급 결승전에서 스웨덴의 A.알그렌과 핀란드의 I.뵐링은 9시간의 치열한 접전에도 승부를 가리지 못했고, 그 결과 무승부의 경우에는 어느 쪽도 금메달을 주지 않는다는 당시 규칙에 따라 모두 은메달을 받았다.
- 역대 최고령 금메달리스트는 스웨덴의 '사격영웅' 오스카 스완이다. 스완은 자국에서 열린 이 대회 사격 러닝 디어 단체전에서 우승을 차지하며, 시상대 가장 높은 자리에 올랐다. 당시 그의 나이 64세 258일이었으며, 이 기록은 지금까지도 깨지지 않고 있다
- 미국의 짐 소프는 올림픽 5종 경기와 올림픽 10종 경기에서 우승, 2관왕이 되기도 하였다. 하지만 1년 후인 1913년, 짐 소프가 쉬는 날 약간의 돈을 받고 미국 미식축구 선수들을 지도했다는 것이 밝혀졌다. 그래서 그의 금메달은 압수되었고, 그가 죽은 지 30년 후인 1982년에 다시 돌려 받았다.

## 메달 집계
| 순위 | 국가            | 금메달 | 은메달 | 동메달 | 합계 |
| ---- | --------------- | ------ | ------ | ------ | ---- |
| 1    | 미국            | 25     | 19     | 19     | 63   |
| 2    | 스웨덴          | 24     | 24     | 17     | 65   |
| 3    | 영국            | 10     | 15     | 16     | 41   |
| 4    | 핀란드          | 9      | 8      | 9      | 26   |
| 5    | 프랑스          | 7      | 4      | 3      | 14   |
| 6    | 독일 제국       | 5      | 13     | 7      | 25   |
| 7    | 남아프리카 연방‏‎ | 4      | 2      | 0      | 6    |
| 8    | 노르웨이        | 4      | 1      | 4      | 9    |
| 9    | 캐나다          | 3      | 2      | 3      | 8    |
| 9    | 헝가리          | 3      | 2      | 3      | 8    |